# Ecem Çırpan
Ecem Çırpan est une ancienne joueuse de volley-ball turque née le 10 juillet 1996 à Bursa. Elle mesure 1,85 m et jouait au poste de centrale.

## Biographie
Elle est élue Miss Turquie 2015.

## Clubs
| Club             | De        | À         |
| ---------------- | --------- | --------- |
| Nilüfer Belediye | 2007-2008 | 2010-2011 |
| TVF Spor Lisesi  | 2011-2012 | 2012-2013 |
| Nilüfer Belediye | 2013-2014 | 2014-2015 |